# Медаль Кетрін Брюс
Золота медаль Ке́трін Вольф Брюс (англ. Catherine Wolfe Bruce Gold Medal) — одна з найпрестижніших відзнак для астрономів і астрофізиків, яка встановлена Тихоокеанським астрономічним товариством.

## Історія
Нагороду встановлено 1898 року на честь відомої американської філантропки та опікунки астрономії Кетрін Вольф Брюс.

## Умови відзначення
Нагородою відзначається щорічно одна особа за фундаментальні наукові дослідження, які є вагомим внеском у розвиток астрономії та астрофізики.

## Лауреати нагороди
| Рік  | Лауреат                          | Країна                           | Обсерваторія                     |
| ---- | -------------------------------- | -------------------------------- | -------------------------------- |
| 1898 | Саймон Ньюкомб                   | Канада США                       |                                  |
| 1899 | Артур фон Ауверс                 | Німеччина                        | Ґота, Берлін                     |
| 1900 | Девід Ґілл                       | Шотландія                        | Мис Доброї Надії                 |
| 1902 | Джованні Скіапареллі             | Італія                           | Мілан                            |
| 1904 | Вільям Хаґґінс                   | Велика Британія                  | Власна обсерваторія в Лондоні    |
| 1906 | Герман Карл Фоґель               | Німеччина                        | Потсдам                          |
| 1908 | Едвард Чарлз Пікерінг            | США                              | Гарвард                          |
| 1909 | Джордж Гілл                      | США                              |                                  |
| 1911 | Анрі Пуанкаре                    | Франція                          |                                  |
| 1913 | Якобус Каптейн                   | Нідерланди                       | Лейденська обсерваторія          |
| 1914 | Оскар Баклунд                    | Швеція Росія                     | Тарту, Пулково                   |
| 1915 | Вільям Кемпбелл                  | США                              | Обсерваторія Ліка, Каліфорнія    |
| 1916 | Джордж Еллері Гейл               | США                              | Маунт Вілсон                     |
| 1917 | Едвард Барнард                   | США                              | Обсерваторія Ліка, Каліфорнія    |
| 1920 | Ернест Браун                     | США                              |                                  |
| 1921 | Анрі Деляндр                     | Франція                          | Париж                            |
| 1922 | Френк Дайсон                     | Велика Британія                  | Гринвіч                          |
| 1923 | Бенджамен Байо                   | Франція                          | Тулуза, Париж                    |
| 1924 | Артур Еддінгтон                  | Велика Британія                  | Гринвіч                          |
| 1925 | Генрі Норріс Расселл             | США                              |                                  |
| 1926 | Роберт Грант Ейткен              | США                              | Обсерваторія Ліка, Каліфорнія    |
| 1927 | Герберт Тернер                   | США                              |                                  |
| 1928 | Волтер Сідні Адамс               | США                              |                                  |
| 1929 | Френк Шлезінґер                  | США                              |                                  |
| 1930 | Макс Вольф                       | Німеччина                        |                                  |
| 1931 | Віллем де Сіттер                 | Нідерланди                       |                                  |
| 1932 | Джон Стенлі Пласкетт             | Канада                           |                                  |
| 1933 | Карл Шарльє                      | Швеція                           |                                  |
| 1934 | Альфред Фаулер                   | Велика Британія                  |                                  |
| 1935 | Весто Слайфер                    | США                              |                                  |
| 1936 | Армін Лейшнер                    | США                              |                                  |
| 1937 | Ейнар Герцшпрунґ                 | Данія                            |                                  |
| 1938 | Едвін Габбл                      | США                              | Маунт Вілсон                     |
| 1939 | Гарлоу Шеплі                     | Нідерланди                       |                                  |
| 1940 | Фредерік Сірс                    | США                              |                                  |
| 1941 | Джоель Стеббінс                  | США                              |                                  |
| 1942 | Ян Гендрік Оорт                  | Нідерланди                       |                                  |
| 1945 | Едвард Мілн                      | Велика Британія                  |                                  |
| 1946 | Пол Віллард Меррілл              | США                              |                                  |
| 1947 | Бернар Ліо                       | Франція                          |                                  |
| 1948 | Отто Струве                      | США                              |                                  |
| 1949 | Гарольд Спенсер Джонс            | Велика Британія                  |                                  |
| 1950 | Альфред Джой                     | США                              |                                  |
| 1951 | Марсел Міннарт                   | Нідерланди                       |                                  |
| 1952 | Субраманьян Чандрасекар          | Індія Велика Британія США        |                                  |
| 1953 | Геролд Бебкок                    | США                              |                                  |
| 1954 | Бертіл Ліндблад                  | Швеція                           |                                  |
| 1955 | Вальтер Бааде                    | Німеччина                        |                                  |
| 1956 | Альбрехт Унзельд                 | Німеччина                        |                                  |
| 1957 | Айра Бовен                       | США                              |                                  |
| 1958 | Вільям Вілсон Морган             | США                              |                                  |
| 1959 | Бенгт Стремгрен                  | Данія                            |                                  |
| 1960 | Віктор Амбарцумян                | СРСР                             | Бюракан                          |
| 1961 | Рудольф Мінковський              | Німеччина США                    |                                  |
| 1962 | Ґроут Ребер                      | США                              |                                  |
| 1963 | Сет Барнз Ніколсон               | США                              |                                  |
| 1964 | Отто Гекманн                     | Німеччина                        |                                  |
| 1965 | Мартін Шварцшильд                | Німеччина США                    |                                  |
| 1966 | Дірк Брауер                      | Нідерланди США                   |                                  |
| 1967 | Людвіґ Бірманн                   | Німеччина                        |                                  |
| 1968 | Віллем Люйтен                    | Нідерланди США                   |                                  |
| 1969 | Горес Бебкок                     | США                              |                                  |
| 1970 | Фред Гойл                        | Велика Британія                  |                                  |
| 1971 | Джесі Ґрінстейн                  | США                              |                                  |
| 1972 | Йосип Шкловський                 | СРСР                             |                                  |
| 1973 | Лаймен Спітцер                   | США                              |                                  |
| 1974 | Мартін Райл                      | Велика Британія                  |                                  |
| 1975 | Аллан Сендідж                    | Німеччина                        |                                  |
| 1976 | Ернст Епік                       | Естонія                          |                                  |
| 1977 | Берт Бок                         | Нідерланди США                   |                                  |
| 1978 | Гендрик ван де Гулст             | Нідерланди                       |                                  |
| 1979 | Вільям Фаулер                    | США                              |                                  |
| 1980 | Джордж Гербіґ                    | США                              |                                  |
| 1981 | Ріккардо Джакконі                | Італія США                       |                                  |
| 1982 | Марґарет Бербідж                 | Велика Британія США              |                                  |
| 1983 | Яків Зельдович                   | СРСР                             |                                  |
| 1984 | Олайн Вільсон                    | США                              |                                  |
| 1985 | Томас Ковлінґ                    | Велика Британія                  |                                  |
| 1986 | Фред Віппл                       | США                              |                                  |
| 1987 | Едвін Салпітер                   | Австралія США                    |                                  |
| 1988 | Джон Болтон                      | Велика Британія Австралія        |                                  |
| 1989 | Адріан Блаау                     | Нідерланди                       |                                  |
| 1990 | Шарлотта Мур-Сіттерлі            | США                              |                                  |
| 1991 | Доналд Остерброк                 | США                              |                                  |
| 1992 | Мартен Шмідт                     | Нідерланди США                   |                                  |
| 1993 | Мартін Ріс                       | Велика Британія                  |                                  |
| 1994 | Воллес Сарджент                  | США                              |                                  |
| 1995 | Джеймс Піблс                     | Канада США                       |                                  |
| 1996 | Альберт Вітфорд                  | США                              |                                  |
| 1997 | Юджин Паркер                     | США                              |                                  |
| 1998 | Доналд Лінден-Бел                | Велика Британія                  |                                  |
| 1999 | Джефрі Бербідж                   | Велика Британія США              |                                  |
| 2000 | Рашид Сюняєв                     | Росія                            |                                  |
| 2001 | Ганс Бете                        | Німеччина США                    |                                  |
| 2002 | Богдан Пачинський                | Польща США                       |                                  |
| 2003 | Вера Рубін                       | США                              |                                  |
| 2004 | Тюсіро Хаяші                     | Японія                           |                                  |
| 2005 | Роберт Крафт                     | США                              |                                  |
| 2006 | Френк Лоу                        | США                              |                                  |
| 2007 | Мартін Гарвіт                    | США                              |                                  |
| 2008 | Сідні Ван ден Берг               | Нідерланди США Канада            |                                  |
| 2009 | Френк Шу                         | США                              |                                  |
| 2010 | Джеральд Нойгебауер              | Нідерланди США Канада            | Паломарська обсерваторія         |
| 2011 | Джеремія Острікер                | США                              |                                  |
| 2012 | Сандра Фабер                     |                                  |                                  |
| 2013 | Джеймс Ганн                      |                                  |                                  |
| 2014 | Кеннет Келлерманн                |                                  |                                  |
| 2015 | Дуглас Лін                       |                                  |                                  |
| 2016 | Ендрю Фабіан                     |                                  |                                  |
| 2017 | Нік Сколвілл                     |                                  |                                  |
| 2018 | Тім Гекман (англ. Tim Heckman)   |                                  |                                  |
| 2019 | Марта Гейнс                      |                                  |                                  |
| 2020 | премія відкладена через COVID-19 | премія відкладена через COVID-19 | премія відкладена через COVID-19 |
| 2021 | Брюс Елмегрін                    |                                  |                                  |
| 2022 | Еллен Гулд Цвейбел               |                                  |                                  |
| 2023 | Марсія Ріке                      |                                  |                                  |